# Nhà máy thủy điện Ialy
Nhà máy thủy điện Ialy là nhà máy thủy điện trên dòng Krông B'Lah  ở ranh giới huyện Sa Thầy tỉnh Kon Tum và huyện Chư Păh tỉnh Gia Lai, Việt Nam .
Thủy điện Ialy có công suất lắp máy 720 MW với 4 tổ máy, điện lượng bình quân năm là 3.650 triệu kWh. Công trình khởi công năm 1993 và khánh thành vào ngày 27 tháng 4 năm 2002.

## Vị trí
Vùng đập tạo hồ nước đặt tại Thác Ialy (phát âm:/za li/) trên sông Pô Kô ở Chư Păh, tỉnh Gia Lai. Thác Ialy là một trong những thác nước lớn nhất Việt Nam với độ cao 42 m.
Đập thủy điện là loại đập đá đổ, lõi chống thấm bằng đất sét, có cao trình đỉnh là +522 m, chiều dài đỉnh đập 1.142 m, đập cao 71 m. Tràn xả lũ gồm 6 cửa, dùng van cung. Mỗi cửa rộng 15 m.
Lòng hồ thủy điện Ialy rộng tới 64,5 km², dung tích chết 258,07 triệu m³, dung tính hữu ích 779,02 triệu m³, phần lớn nằm trên địa phận huyện Sa Thầy, tỉnh Kon Tum, thuộc lưu vực sông Pô Kô và Đăk Bla.
Giống như nhiều dự án thủy điện khác, thủy điện Ialy bị phê phán là gây ra lũ lụt, làm thiệt hại nguồn thủy sản và thiếu tham vấn với các cơ quan Campuchia. 59 làng ở Đông Bắc Campuchia được sự hỗ trợ của Oxfam đã phối hợp tổ chức Mạng lưới Bảo vệ Sesan-Srepok-Sekong (3SPN) để thúc đẩy bảo vệ môi trường ở lưu vực ba dòng sông này.

## Chỉ dẫn
1. ↑  Trong tiếng các dân tộc thuộc nhóm ngôn ngữ Môn-Khmer ở Tây Nguyên và trong tiếng Việt cổ (trước thế kỷ 16, xem Chữ Nôm) thì "krông" có nghĩa là sông; "đăk" có nghĩa là nước, sông, suối.